# خوان خوزه کارس
خوان خوزه کارس (انگلیسی: Juan José Cáceres؛ زادهٔ ۱ ژوئن ۲۰۰۰) بازیکن فوتبال اهل آرژانتین است.